# Ромащенко, Игорь Владимирович
Игорь Владимирович Ромащенко (род. 4 января 1966, Луганск, Украинская ССР, СССР— 26 января 2025, Москва) — советский и российский актёр театра и кино, режиссёр — постановщик, продюсер, актёр озвучивания, композитор, автор стихов, романсов и песен.
Исполнил более 100 ролей[уточнить], а также выступил режиссёром — постановщиком несколько десятков кинокартин, принимал участие в озвучивании фильмов.
Автор песен и стихов, которые легли в музыкальное сопровождение таких кинокартин, как «Четвёртый пассажир» (Стихи романса «Её придумал» в фильме «Четвёртый пассажир» написаны режиссёром-постановщиком этого фильма Игорем Ромащенко в 1985 году.), «Друзья до гроба» (Песня «Я когда-то уеду» на слова и музыку режиссёра Игоря Ромащенко прозвучала в серии «Друзья до гроба. 1 часть» сериала «Друзья до гроба»), и других.
В сериал «След» вошла авторская песня Ромащенко «Я когда-то уеду».

## Биография
В 1983 году поступил в Российский институт театрального искусства — ГИТИС на курс С. Н. Колосова и Л. И. Касаткиной.
С 1984 по 1986 год проходил службу в рядах Советской армии, в 1986 году является солистом музыкальной группы ТОК (вокал, гитара).
В 1986—1990 г. продолжил образование в ГИТИСе на курсе Е. Н. Лазарева и В. Н. Левертова.
Окончил Телевизионные курсы при Гостелерадио СССР, специализация — режиссёр-постановщик телевизионных программ (1990—1991).
В 1989—1992 г. работал в Московском театре «Сатирикон» им. А. И. Райкина.

## Театральные работы
- «Маугли» — Волк, реж. Райкин.
- «Геркулес и Авдиевы конюшни» — Камбиз, реж. А. Аркадин-Школьггника
- «Голый король» — Поэт, реж. А. Горбань
- «Мавритания» — дон Мауро де Отелло, реж. Д. Банников.

## Призы и награды
- 26 июня 2014 года серия "Дело живодёров «Следствие вели» режиссера-постановщика Игоря Ромащенко стала лауреатом премии ТЭФИ в номинации Публицистическая программа «Человек и право»[2].
- Бухгалтер (песня)1991 год, премия Овация (премия)[источник не указан 189 дней]

## Сериалы, созданные Ромащенко
- След (2007— 2025)
- Круиз (2009)
- Прокурорская проверка (2011 — 2014)
- Пыльная работа (2011)
- Семейный детектив (2011—2012)
- Карпов (2012)
- Четвёртый пассажир (2013)
- Красная зона (2021)
- Мент в законе — 8 (2013)
- Мент в законе — 9 (2014)
- Свидетели (2017 — 2018)
- По следу монстра (2020 — 2022)
- Кордон (2024)
- Музыка времени (2024)
- ПИН — код (2025)

### Документальные фильмы и фильмы-спектакли, созданные режиссёром
- 1996 — Время перемен (документальный)
- 1997 — Владимир Левертов (документальный)
- 1997 — Интеграция в действии (документальный)
- 1999 — Чудесный сплав (фильм — спектакль)
- 2000 — Опыт рая (документальный)
- 2002 — Время Ч (документальный)
- 2002 — Походкой уголовника (документальный)
- 2003 — Время увидеть восход (документальный)
- 2003 — Генерал из "команды лейтенантов" (документальный)
- 2004 — Любовь с первого взгляда. Психология болельщика (документальный)
- 2005 — Шпаргалка
- 2005 — Воплощение судьбы (документальный)
- 2006 — Затянувшийся рейс (документальный)

### Фильмография
1988 год — Клип на песню «Бухгалтер» группы «Комбинация» — главная роль, Мсье Жан, хозяин заведения. В 1991 году видеоклип получил премию «Овация».
- 1990 — Это мы, господи… — курсант
- 1991 — Афганец — Сергей Рештук
- 1991 — Женщина для всех — Толик, приятель Славика
- 1992 — 1993 — Музыкальный прогноз — Каталкин
- 2002 — Королева красоты, или Очень трудное детство — папа Бори
- 2002 — Смотрящий вниз — омоновец
- 2003 — Вкус убийства — криминалист
- 2003 — Сибирочка — Иван Палец
- 2004 — Даша Васильева. Любительница частного сыска — 3
- 2004 — Экстраскоп — заказчик
- 2004 — Неподарок (короткометражный) — домашний врач
- 2004 — Самый лучший праздник — эпизод
- 2005 — Золотой телёнок — Карл Повиайнен
- 2005 — Зона — Мащенко, прокурор
- 2005 — Любовь моя — начальник рекламного агентства
- 2005 — Черная богиня — врач-реаниматолог
- 2005 — 2006 — Рублёвка Live — тамада
- 2006 — Врачебная тайна — дядька
- 2006 — Психологи — отец
- 2006 — Трое сверху — хозяин цветочного магазина
- 2006 — Чистосердечное признание (документальный) — адвокат
- 2006 — 2019 — Детективы — серия «Сельский час» — Сергей; серия «Благодетель» — следователь
- 2007 — Дух (Spirit) (короткометражный) — таксист
- 2007 — Кто в доме хозяин? — ударник
- 2007 — Своя команда — председатель
- 2007, 2017 — 2025  — След — Руслан Султанович Султанов, генерал-майор полиции, заместитель министра внутренних дел
- 2008 — Александровский сад-3 — таксист
- 2008 — ГИБДД и т. д. — эпизод
- 2008 — Жил-был дед — брокер
- 2008 — Солдаты-14 — эпизод
- 2008 — Фитиль (короткометражный)
- 2008 — Цыганки — эпизод
- 2008 — Я не я — Солидный
- 2008—2010 — Ранетки — спонсор
- 2009 — Всё, что нужно — это любовь — директор клуба
- 2009 — Девичник — эпизод
- 2009 — Дети индиго, или разгульная пирушка (не был завершен) — Максимов
- 2009 — Дикий — Кирилл
- 2009 — Круиз — эпизод
- 2009 — 2010 — Обручальное кольцо (телесериал) — Михаил Петрович Литвиненко, прокурор
- 2010 — Москва. Центральный округ-3 — руководитель фирмы «Участие»
- 2010 — Паутина-4
- 2010 — Преступление будет раскрыто-2
- 2010 — Стройбатя — Степан Юрьевич, хозяин ресторана
- 2011 — Дед Мороз всегда звонит трижды — Сеня, алкаш
- 2011 — Дело гастронома № 1 — костромской руководитель
- 2011 — Загадка для Веры — Николай Митрофанович, толстяк из издательства
- 2011 — Лектор — эпизод
- 2011 — Объект 11 — Павел Тихонов, олигарх
- 2011 — Папины дочки — сосед
- 2011 — Семейный детектив — Вадим Жуков
- 2011 — Хранимые судьбой — Лукин
- 2011 — 2012 — Молодожёны — усатый полицейский в КПЗ
- 2011 — 2012 — Хозяйка моей судьбы — Таратута
- 2012 — Важняк — Комаров
- 2012 — Карпов — охранник в школе
- 2013 — Департамент — Арефьев, прокурор
- 2013 — Иона (короткометражный)
- 2013 — Мент в законе-8 — Николай Васильевич
- 2014 — Москва. Три вокзала — Скоробогатов, бизнесмен
- 2014 — Перевозчик — Борис Михайлович, гендиректор телеканала
- 2015 — Эти глаза напротив — директор Театра эстрады
- 2017 — Эксперт — Владимир Иванович, полковник
- 2017 — Сальса — Вадим Юрьевич
- 2018 — Воронины (телесериал) — милиционер
- 2018 — Год культуры — Найдёнов
- 2018 — Мосгаз. Дело № 5: Операция «Сатана» — участковый
- 2019 — Безсоновъ — Мамский
- 2019 — Женская версия. Тайна партийной дачи — Степан
- 2019 — Куба. Личное дело — сосед Нетешиных
- 2019 — Склифосовский (7 сезон) — Платон, менеджер, член группы анонимных алкоголиков
- 2020 — Чужая семья — заказчик
- 2021 — Две девицы на мели-2 — конюх
- 2021 — 2022 — Весьма непрост — Роман
- 2022 — Грымза — хозяин
- 2023 — Балабол-7 — Глухов
- 2023 — Внутри убийцы — Вельяминов, майор
- 2023 — Звёздный суд — Юрий Новиков, судья
- 2024 — Адвокат для сбежавшего жениха — следователь
- 2024 — Музыка времени — мужчина
- 2024 — Тайна Чёрной Руки — кинорежиссёр

### Режиссерские работы
- 1996 — Время перемен (документальный)
- 1997 — Владимир Левертов (документальный)
- 1997 — Интеграция в действии (документальный)
- 1999 — Чудесный сплав (фильм-спектакль)
- 2000 — Опыт рая (документальный) 2002 — Походкой уголовника (документальный)
- 2002 — Время Ч (документальный)
- 2003 — Генерал из «команды лейтенантов» (документальный)
- 2003 — Время увидеть восход (документальный)
- 2004 — Любовь с первого взгляда. Психология болельщика (документальный)
- 2004—2005 — Шпаргалка
- 2005 — Затянувшийся рейс (документальный)
- 2005 — Воплощение судьбы (документальный)
- 2007 — След (телесериал)
- 2009 — Круиз
- 2011—2014 — Прокурорская проверка
- 2011—2012 — Семейный детектив
- 2011 — Пыльная работа
- 2012 — Карпов (телесериал)
- 2013 — Четвёртый пассажир
- 2013 — Мент в законе-8
- 2014 — Мент в законе-9
- 2017—2018 — Свидетели (телесериал) — главный режиссер
- 2020—2022 — По следу монстра
- 2021 — Красная зона
- 2024 — Кордон
- 2025 — ПИН-код

### Продюсерские работы
- 1997 — Владимир Левертов (документальный)
- 1999 — Чудесный сплав (фильм-спектакль)